# Drymeia gongshanensis
Drymeia gongshanensis är en tvåvingeart som beskrevs av Fan 1993. Drymeia gongshanensis ingår i släktet Drymeia och familjen husflugor.
Artens utbredningsområde är Yunnan (Kina). Inga underarter finns listade i Catalogue of Life.